# 大过口乡
大过口乡，是中华人民共和国云南省楚雄彝族自治州楚雄市下辖的一个乡镇级行政单位。

## 行政区划
大过口乡下辖以下地区：
磨刀箐村、西康郎村、大益鸡村、力白所村、野猪塘村、杞岔拉村、蚕豆田村、碧鸡村和依齐么村。